# トイレの神様
「トイレの神様」（トイレのかみさま）は、植村花菜による楽曲、およびこれを始めとする同名著書などの作品群である。

## 楽曲
2010年（平成22年）3月10日に発売された通算5作目のミニアルバム『わたしのかけらたち』に収録されているリード楽曲である。
自身と鹿児島県沖永良部島出身の祖母との生前の会話を歌った楽曲で、小学校3年生から23歳頃までの実体験がベースとなっている。アコースティック・ギター1本で伴奏が始まるが、最後はバンドとオーケストラのバックとなる。
2010年（平成22年）2月、TOKYO FMで1か月期間限定番組『TOKYO FM MONTHLY SPECIAL 植村花菜〜トイレの神様』が月曜日1:00 - 1:30（日曜深夜25:00 - 25:30）に4回にわたって放送された。その後も多くのラジオ番組等で流され、同年11月24日にはシングルカットされた。同年12月30日の第52回日本レコード大賞で優秀作品賞および作詩賞を受賞し、翌12月31日には『第61回NHK紅白歌合戦』で披露された。
同年開催された上海国際博覧会でも、中国語字幕付きで流されたほか、植村自身も日本産業館のステージで7月に歌った。
2011年（平成23年）2月24日より花王「トイレクイックル『べっぴんさん編』」のCM曲として使用されている。

### 制作の経緯
音楽プロデューサーに寺岡呼人を迎え、自己紹介を兼ねて自分の生い立ちなどを話していくうちに亡き祖母の話になり、「それいいね。ぜひ曲にしよう」と言われた。植村は「ホンマですか? 曲になりますか? タイトルも『トイレの神様』ですよ」と驚いたが、最終的には曲作りに励むこととなった。彼女はいつも曲を先に作っていたが、本曲では詞を先に作ることにした。出来た詞は作文のようで、また長かったが、曲をつける際には本人が「降りてきました」と語るほど素晴らしい曲に仕上がった。
祖母の和嘉は、鹿児島県大島郡和泊町手々知名出身で、トイレをきれいにすると美人になるというのは、この地区の言い伝え。10代の時に家族と沖永良部島を離れたが、大久保利通の異母兄弟タケの曽孫にあたり、植村花菜は来孫にあたる。植村は祖母と共に沖永良部島を訪れる約束をしていたが果たせず、本作のヒット後、2011年（平成23年）3月に初めて島を訪れ、言い伝えや姻戚関係について知った。
歌詞の中に登場する「新喜劇」は、毎日放送で土曜日の昼に放送される『よしもと新喜劇』のことである。曲の大ヒットを機に植村は2011年（平成23年）1月1日放送の『吉本新喜劇正月スペシャル』にゲスト出演している。
タイトルは『トイレの神様』だが、歌詞中に用いられているフレーズは「女神様」である。

### 曲の構成・長さについて
| 番                    | メロディ         | シーン                   |
| --------------------- | ---------------- | ------------------------ |
| 1番                   | Aメロ1           | 小学時代 祖母と同居      |
| 1番                   | Aメロ2           | 小学時代 祖母と同居      |
| 1番                   | Bメロ            | 小学時代 祖母と同居      |
| 2番                   | Aメロ1           | 小学時代 祖母と同居      |
| 2番                   | Aメロ2           | 小学時代 祖母と同居      |
| 2番                   | Bメロ            | 小学時代 祖母と同居      |
| 3番                   | Aメロ1           | 思春期 祖母とすれ違い    |
| 3番                   | Aメロ2           | 思春期 祖母とすれ違い    |
| 3番                   | Bメロ            | 思春期 祖母とすれ違い    |
| 間奏                  |                  |                          |
| 4番                   | Aメロ1           | 上京して2年後 祖母が入院 |
| 4番                   | A'メロ2          | 上京して2年後 祖母が入院 |
| 間奏（Aメロアレンジ） |                  |                          |
| 4番                   | Cメロ            | 祖母を亡くす 過去を回想  |
| 4番                   | Dメロ            | 祖母を亡くす 過去を回想  |
| 4番                   | B'メロ（大サビ） | 祖母を亡くす 過去を回想  |
| 4番                   | Bメロ（大サビ）  | 祖母を亡くす 過去を回想  |
| 4番                   | Aメロ            | 現在                     |
| 後奏（Aメロアレンジ） |                  |                          |

曲はこの表のような構成となっており、自身の小学校3年生からの祖母との思い出を歌っている。
1 - 3番では上京するために家を離れるところまでを歌っている。ここまではAメロとBメロを繰り返す二部形式となっている。演奏は2番まではアコースティック・ギターとコントラバスのみだが、3番以降他の楽器も入っていく。
間奏を挟み4番に入ると、ドラムが入り曲の流れが変わる。Cメロからは祖母との思い出を振り返るシーンに入り、一番の盛り上がりに向けて曲が進む。最後にAメロに戻り、後奏に入る。
曲の長さは約10分（アルバム、シングル収録のトラックでは9分52秒で、MVでは10分4秒）に及ぶ。この様な長い曲の場合、一般的にラジオでもかけやすいように短くまとめた（Radio Edit）バージョンを作るが、この曲では詞の世界観を守ることを理由に作られていない。
ラジオではなかなかフルコーラスでかけてもらえないのでは、と考えた事務所の社長が、自らフルコーラスでの放送をラジオ局に頼んだこともあった。フルコーラスにこだわる理由は、3番までで終わると本曲の一番の盛り上がりを聴けずに終わり趣が半減されてしまうためである。
「第61回NHK紅白歌合戦」出場が決まった際に曲の長さのことも話題になったが、植村は事前の会見で「どこも削るところがないので全部歌わせていただきたい」と述べている。ただし実際に歌われたのは、歌詞はそのままで8分弱に短縮された紅白バージョンであった。

### シングル
シングルは2010年（平成22年）11月24日にキングレコードからリリースされた。当初は売上枚数が伸びなかったが、同年末の「第52回日本レコード大賞」と「第61回NHK紅白歌合戦」での披露後に急上昇を果たし、2011年（平成23年）1月10日付のオリコンシングルチャートでは、前週の15位からジャンプアップし、発売6週目にして植村の初のオリコン首位獲得となった。尚、週間売上枚数は11,327枚でオリコン史上最少枚数での首位（当時）であった。1月17日付のオリコンシングルチャートで、前週に続いて2週連続で首位を獲得。当時、シングルの2週連続の首位は、Mr.Childrenの「HANABI」が2008年9月15・22日付で記録して以来、2年4ヶ月ぶりであった。女性アーティストでは、宇多田ヒカルの「Flavor Of Life」が2007年3月12日 - 26日付で記録して以来、3年10ヶ月ぶりであった。発売から1ヶ月以上が経過した作品では、森山直太朗の「さくら（独唱）」（2003年3月5日発売）が2003年5月12日 - 26日付の3週連続で首位を獲得して以来、7年8ヶ月ぶりであった。
2010年7月11日より配信開始した着うたフルでは、翌年の2011年10月に75万ダウンロードに到達。PC・スマホ計でも既に25万ダウンロードに到達していたため、フル配信での売上は100万件を達成している。

## 小説
2010年7月9日に、宝島社より発売された植村花菜による著書である。同人の同名楽曲についてや、自身についてつづられたノンフィクション小説である。
2011年1月7日に23万部を突破したことが、同年1月13日に、オリコン1月17日付で“本”ランキングBOOK（総合）部門では前週70位から27位と大きくジャンプアップ、タレント本部門では前週2位から初めて首位を獲得したと報じられた。

## 絵本
2010年9月3日に、講談社より発売された植村花菜による絵本である。ストーリーは同名楽曲や同名著書（上記のノンフィクション小説）を元にしたものである。
作画は、絵本作家のとりごえまりが担当している。

## テレビドラマ
「毎日放送開局60周年記念のスペシャルドラマ」として、毎日放送制作、TBS系列で、2011年1月5日の21:00 - 22:58（JST）に放送した。またTBS系列以外では、同系列局のない秋田県の秋田テレビ（フジテレビ系列）で、3日遅れの2011年1月8日の13:00 - 14:54（JST）に放送された。視聴率は関東9.8%、関西16.1%（いずれもビデオリサーチ調べ）。
植村本人の高校生までの生活をベースとしたオリジナルストーリー。2011年6月3日にDVDが発売された。

### 主な出演者
- 植村花菜 - 芦田愛菜（幼少期）・北乃きい（成長後）
- 大介（花菜の彼氏） - 三浦翔平
- 植村桃子（花菜の長姉） - 福田雅（幼少期）・松永京子（成長後）
- 植村光生（花菜の兄） - 堀江紀成（幼少期）・尾上寛之（成長後）
- 植村美緒（花菜の次姉） - 八木優希（幼少期）・山内明日（成長後）
- 澤田義男（花菜たちの父、洋子の元夫） - 徳井優
- 濱田マリ
- 中島ひろ子
- 中西良太
- 内場勝則 - 吉本新喜劇のVTRに出演（劇中の八百屋夫婦としても登場）。
- 未知やすえ - 吉本新喜劇のVTRに出演（劇中の八百屋夫婦としても登場）。
- 芦屋小雁
- 植村駿二（花菜たちの祖父） - 小林稔侍
- 植村洋子（花菜たちの母） - 夏川結衣
- 植村和嘉（花菜たちの祖母） - 岩下志麻

### スタッフ
- 脚本：旺季志ずか
- 音楽：千住明
- プロデューサー：八木康夫（TBS）、竹園元（MBS）、亀井弘明（MBS企画）
- 演出：竹園元
- 技術協力：関西東通、アーチェリープロダクション、サウンドエースプロダクション、アスカプロダクション、東通ライティング、放送映画製作所
- 美術協力：つむら工芸、毎日舞台、藤貴園芸、高津商会、京阪商会、マエヤマ、ギミック、松竹衣裳、TOCO 翔
- 車輌：ウイズ・ユー
- 音楽協力：日音
- 音源協力：NHK
- ギター指導：きだしゅんすけ、西田博
- 医療指導：岸本正文
- 協力：神戸フィルムオフィス、大阪ダンス&アクターズ専門学校、ホテル京阪ユニバーサルタワー
- ロケ協力：ひょうごロケ支援ネット、川西市、和歌山市観光課、兵庫県立西宮高校、ワッハ上方、和歌山バス、阪急バスほか
- 制作協力：MBS企画
- 製作著作：毎日放送

### 備考
大手トイレメーカーのINAX（現：LIXIL）がメインスポンサーとなり、劇中で幼少期の花菜がトイレを掃除している場面がCMとして流された。尚、上海万博での植村のスペシャルライブもINAXが協賛している。
放送から2ヶ月後の2011年3月11日に東北地方太平洋沖地震（東日本大震災）が発生した影響で番組が差し替えとなり、同年3月16日の21:00 - 22:48枠で急遽このドラマが再放送された。被災地にある系列局に配慮してTBS・MBSがローカル差し替えができるように措置をとったためで、本来はバラエティ番組『イチハチ』の最終回2時間スペシャルが放送される予定だった。実際東北放送は大震災に関する報道特別番組を、テレビユー福島はTBSニュースバードのサイマル放送をそれぞれ20時台から放送していた。
2011年5月に、上海で開催の『第17回上海テレビ祭国際番組コンテスト』の「テレビフィルム部門」で入賞（ノミネート）したことが明らかになった。
2011年6月4日の14:52 - 17:00に、前述の上海テレビ祭国際番組コンテストで入賞したのを記念して、毎日放送で2回目の再放送が関西ローカルで放送された。

## 来歴
2010年
- 2月10日 - 3月9日までの期間限定で無料の着うた配信が行われる[18]。
- 3月10日 - 楽曲収録ミニアルバム「わたしのかけらたち」が発売される。
- 6月30日 - mu-moにて着うたフル配信開始[19]。
- 7月9日 - 著書『トイレの神様』発売。
- 9月3日 - 絵本『トイレの神様』発売。
- 11月18日 - TBS『第42回日本有線大賞』で「トイレの神様」が有線音楽優秀賞、特別賞を受賞。
- 11月24日 - 「トイレの神様」がシングルカットされた。
- 11月25日 - 植村花菜が『第61回NHK紅白歌合戦』に初出場し、「トイレの神様」をノーカットのフルバージョンで歌うことが決定したと報じられた[20]。
- 12月25日 - α-Station『J-AC TOP40』で年間チャート第1位になる。尚、同週間チャートでは22週連続トップ40入りしていた[21]。
- 12月30日 - 『第52回日本レコード大賞』で作詞賞と優秀作品賞を受賞。
- 12月31日 - 『第61回NHK紅白歌合戦』に植村花菜が初出場、「トイレの神様」を上述の紅白歌合戦バージョンで歌った。

2011年
- 1月4日 - 『レコチョク』の着うたフルのデイリーチャートで1位を獲得[22]。
- 1月5日 - TBS系列で『新春ドラマスペシャル・トイレの神様』が放送される。
- 1月6日 - オリコンのウィークリーランキング（2011年1月10日付）で、シングル部門で初の首位を獲得したと報道された。また、『第25回日本ゴールドディスク大賞』の特別賞を受賞した[23]。
- 2月1日 - 『レコチョクアワード 月間最優秀楽曲賞 2011年1月度』のダウンロード（シングル）部門で、初となる月間1位を獲得。月間ランキングでは配信して半年後に初めてトップに立った。[24]
- 2月24日 - 花王トイレクイックルのCM曲としてオンエア。